# Burg Rothenkirchen
Die Burg Rothenkirchen ist der Rest einer Burg in Rothenkirchen, einem Gemeindeteil des Marktes Pressig im Landkreis Kronach in Bayern.
Die Burg wurde im 12. Jahrhundert, um das Jahr 1187 durch den Bamberger Bischof Otto II. erbaut. Die Herren von Haßlach veräußerten ihren Besitz Mitte des 14. Jahrhunderts an Konrad von Würtzburg. 1525 wurden im Zuge des Bauernkrieges die drei Kemenaten der Anlage beschädigt. 1538 fanden Aus- und Umbauten statt. Eine weitere, stärkere Zerstörung der Burg geschah 1633 während des Dreißigjährigen Krieges. Im Jahr 1667 wurde die Veste dann von Hans Veit von Würtzburg an das Hochstift Bamberg verkauft.
Heute ist von der Burganlage noch das Torhaus erhalten.